# 矯公羨
矯公羨（越南语：／；？—938年），又作皎公羨，交趾峯州人，原為交趾統治者楊廷藝牙將。矯公羨發起兵變，殺楊廷藝而代之，臣服鄰近交趾的中國南漢政權。最後，矯公羨被楊廷藝另一員牙將吳權所殺。

## 生平
矯公羨是交趾峯州人，曾是交趾統治者楊廷藝手下的一員牙將。937年農曆三月，矯公羨因「惡廷藝所為，起所部攻殺廷藝，而代為節度」，靠兵變殺主，奪得權力。但到了次年（938年），矯公羨隨即被楊廷藝牙將吳權舉兵進攻，矯公羨感到難以應付，就遣使帶備財物，向南漢求救。據《大越史記全書》，此舉正中南漢國君劉龑的下懷，「欲因其亂而取之」，於是任命皇子劉洪操為「靜海軍節度使，徙封交王」，率兵救公羨。據《安南志略》，吳權先殺矯公羨，然後在白藤江（Sông Bạch Đằng）擊破南漢軍隊。至此，吳權在越南北部地區稱王。

## 評價
越共學者批評矯公羨是「賣國賊」，「他的賣國行徑更加激起了人民的憤恨。」

## 外部連結
- （越南文）（中文）. （原始内容存档于2016-03-05）.
- （越南文）（中文）. （原始内容存档于2016-03-04）.
- （中文）.   [2008-09-02]. （原始内容存档于2009-06-16）.